# ルイ1世 (コンデ公)
ルイ1世・ド・ブルボン＝コンデ（Louis Ier de Bourbon-Condé, 1530年5月7日 - 1569年3月13日）は、初代コンデ公。ユグノー戦争時のユグノー派首領で、将軍だった。

## 生涯
ヴァンドーム公シャルルとフランソワーズ・ダランソンの末子として生まれた。兄はヴァンドーム公アントワーヌで、のちのフランス王アンリ4世は甥である。
フランス軍の将軍として、ルイは1552年のメス包囲で戦った。この戦いでギーズ公フランソワは神聖ローマ皇帝兼スペイン王カール5世からメスを守りきった。1557年に再度サン＝カンタンの戦いでも皇帝軍に勝利した。彼はプロテスタントに改宗後、1560年にアンボワーズの陰謀に巻き込まれた。これは、フランソワ2世（ギーズ公フランソワの姪、スコットランド女王メアリーを妻としていた）をカトリック派首領のギーズ公から引き離そうとするユグノーとブルボン家の者たちが仕組んだものだったが、失敗に終わり、多くのユグノーが虐殺された。
ルイ1世はユグノー戦争でユグノーの一員として戦い、1562年にドルーで捕らえられた。オルレアンでは、ギーズ公フランソワが暗殺された。1563年、王太后カトリーヌ・ド・メディシスからユグノーに一定の信仰の自由を与える条件を引き出し、カトリック派とアンボワーズの和議を交渉した。1567年に戦争が再発した後、彼は1569年のジャルナックの戦いで戦死した。

## 子女
1551年、ルシー伯爵令嬢エレオノール・ド・ロワイエと結婚。3人が成人した。
- アンリ1世（1552年 - 1588年） - コンデ公
- フランソワ（1558年 - 1614年） - コンティ公
- シャルル（1562年 - 1594年） - ルーアン大司教

1565年、ロングヴィル公爵令嬢フランソワーズ・ド・ロングヴィル＝ロトランと再婚。成長したのは1子である。
- シャルル（1566年 - 1612年） - ソワソン伯